# Грузинська каліграфія
Грузинська каліграфія (груз. ქართული კალიგრაფია) — один із різновидів каліграфії, або художнього написання літер грузинської мови, використовуючи 3 Грузинських письма.

## Історія
Грузія має свою власну школу каліграфії із столітньою історією. Рукописні книги, що були написані ще до книгодрукарства, стали культурним та національним феноменом Грузії. Християнство зіграли величезну роль у грузинському літературному житті, оскільки Грузинська православна церква і його ченці зробили значний внесок до грузинської писемності, створивши рукописи і всі історичні записи для грузин.
Кожного року 14 квітня Грузія святкує «День грузинської мови». В ці дні проходять конкурси із каліграфії, переможці оголошуються і нагороджуються, як найкращі каліграфісти, в Грузинському національному центрі рукописів.
Грузинська каліграфія також активно розвивається поза Грузією.
Грузини створили каліграфічні, релігійні та наукові роботи в наступних місцях:
- Петріцоні монастир (збудований грузинами) у Болгарія;
- Іверський монастир (збудований грузинами) на горі Афон;
- Монастир Хреста (збудований грузинами) в Єрусалимі;
- Mar Saba в Єрусалимі;
- Монастир Святої Катерини з гори Синай;
- Антіохія і Константинополь.

У Грузії, Королівство Тао-Кларджеті є культурним центром країни, що дав чимало прекрасних майстрів грузинської каліграфії, мистецтва, літератури та архітектури.

## Відомі грузинські каліграфи
- Iakob Tsurtaveli (5-те століття)
- Peter the Iberian (5-те століття)
- Martviri Sabatsmindeli (6-те століття)
- Basili Sabatsmindeli (8-ме століття)
- Mikaeli (9-те століття)
- Makari of Leteti (9-те століття)
- Giorgi Merchule (10-те століття)
- Stephen of Tbeti (10-те століття)
- Mikael Modrekili (10-те століття)
- Euthymius of Athos (10-те століття)
- John the Iberian (10-те століття)
- Bagrat II of Tao (10-те століття)
- Gabrieli (calligrapher) (10-те століття)
- Gabriel Patarai (10-те століття)
- Ioane-Zosime (10-те століття)
- Ioane Berai (10-те століття)
- George the Hagiorite (11-те століття)
- Mikael Mtserali (11-те століття)
- Mikael Chikhuareli (11-те століття)
- Arsen Ninotsmindeli (11-те століття)
- Basili (11-те століття)
- Mose Khandzteli (11-те століття)
- Ioane Mesvete (11-те століття)
- Iovane Meli (11-те століття)
- Ioane Dvali (11-те століття)
- Giorgi Dvali (11-те століття)
- Shav-Zakaria (11-те століття)
- Iakob Itsrelisdze (11-те століття)
- Iovane Pukaralisdze (12-те століття)
- Arsen of Iqalto (12-те століття)
- Saba Svingelozi (12-те століття)
- Petre Gelateli (12-те століття)
- Iovane Kartveli (12-те століття)
- Іоан (12-те століття)
- Арсен (12-те століття)
- Георгій Додізі (12-те століття)
- Георгій Кхуцесмонацоні (12-те століття)
- Нікрай (12-те століття)
- Ніколоз Катарацісвце (13 століття)
- Епремі (13 століття)
- Авгароз Бандайсдзе (14 століття)
- Амвросій (15-16 ст)
- Ніколоз Чолокашвілі (16 століття)
- Мікадзе (сім'я) (16-18 ст)
- Каргаретелі (сім'я) (16-17-го століть)
- Магаладзе (сім'я) (17-18 ст)
- Алексі-Месхішвілі (сім'я) (17-19 ст)
- Бедісмтсерлішвілі (сім'я) (17 століття)
- Заал-Зосіме Орбеліані (17 століття)
- Маріам-Макріна (17 століття)
- Деметрі я Мгалобелі (17 століття)
- Мамука Тавакарашвілі (17 століття)
- Бегтабег Таніашвілі (17 століття)
- Габріель Сагінашвілі (17 століття)
- Гіві Туманішвілі (17 століття)
- Йосип Трібелі (12 століття)
- Антім Іберійський (17 століття)
- Давид Туманішвілі (18 століття)
- Давид Рукторі (18 століття)
- Давид Бодбелі Вачнадзе (18 століття)
- Осі Габашвілі (18 століття)
- Габріель Мціре (18 століття)
- Ісаак Мціре (18 століття)
- Петре Ларадзе (18 століття)
- Ніколоз Сіоніс Деканозі (18 століття)
- Ніколоз Онікашвілі (18 століття)
- Ерасті Туркістаішвілі (18 століття)
- Онана Мдівані (18 століття)
- Іоанн Пентелашвілі (18 століття)
- Годердзи Піралішвілі (18 століття)
- Чачілашвілі (сім'я) ( 18-19 ст )
- Олександр Сулханішвілі (19 століття)
- Лаша Кінцурашвілі (сучасний)
- Леван Чаганава (сучасний)
- Лілі Чхетіані (сучасний)

## Галерея

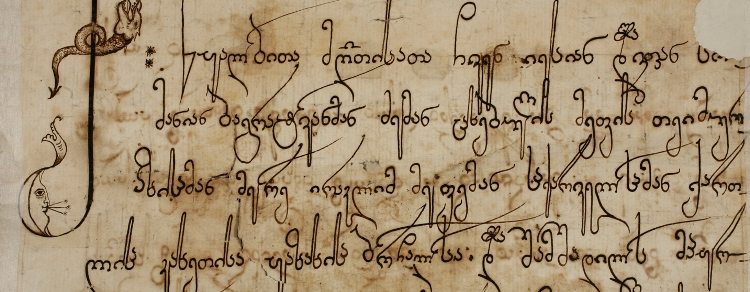
"წყალობითა მღუთისათა ჩვენ იესიან დავითიან სოლომანიან ბაგრატოვანმან ძემან ცხებულის მეფის თეიმურაზისამან მეორე ირაკლი მეფემან საქართველოისამან ქართლისა კახეთისა.."
"З милістю Божою ми Єссей, Давид, Соломон, Багратіоні син Теймураза II і Іраклія Другого, Короля Грузії, Картлі, Кахеті .."

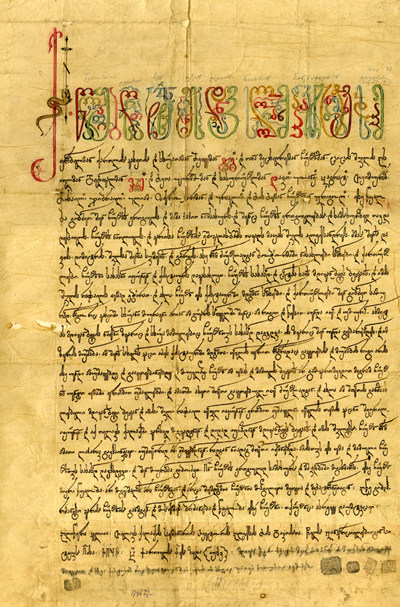
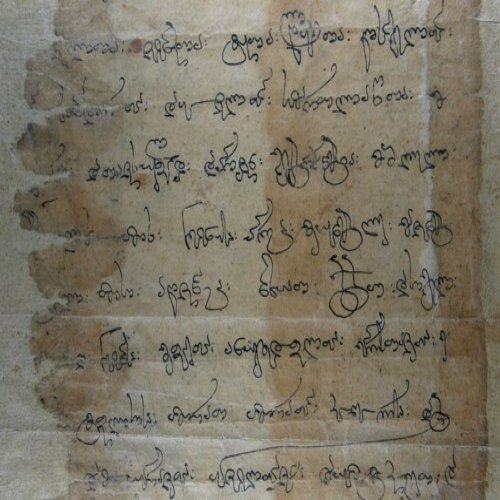
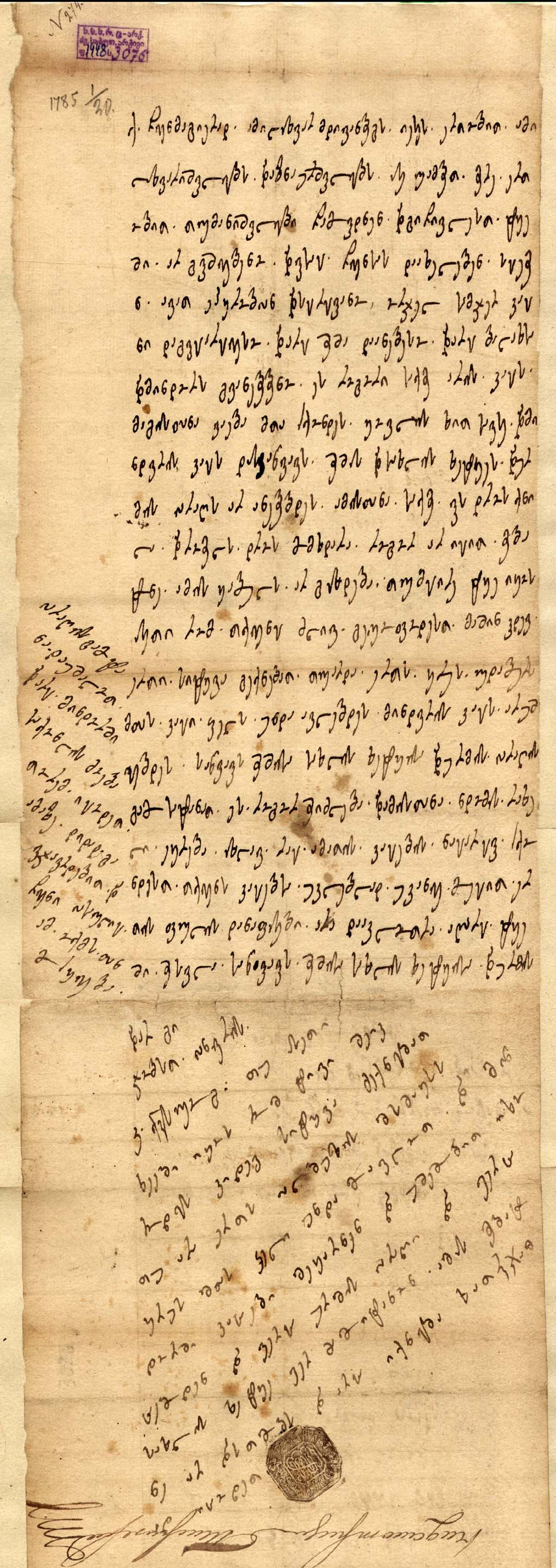
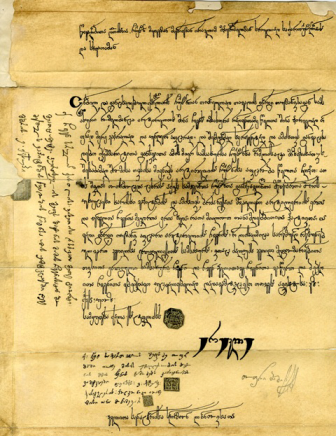
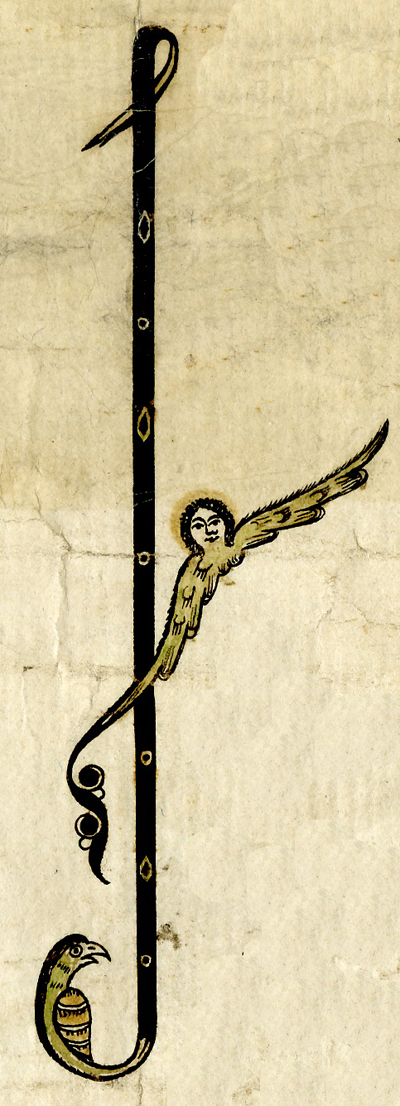
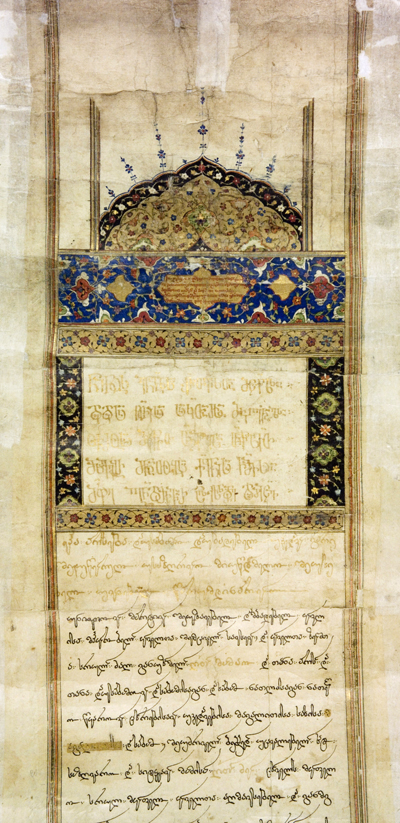
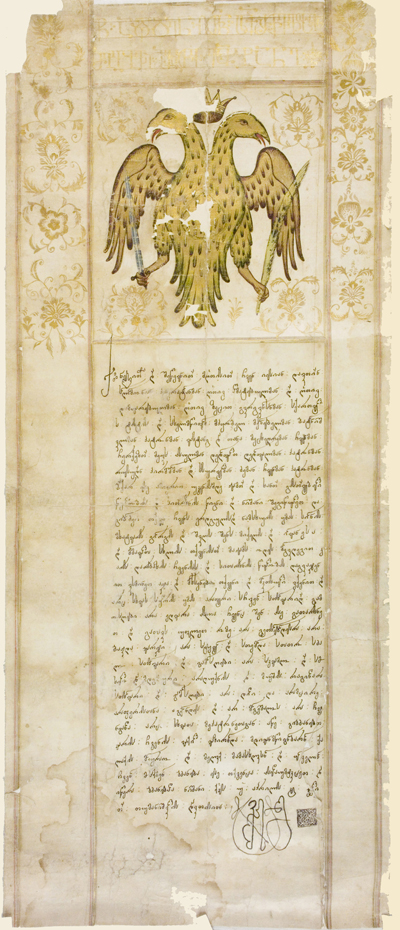
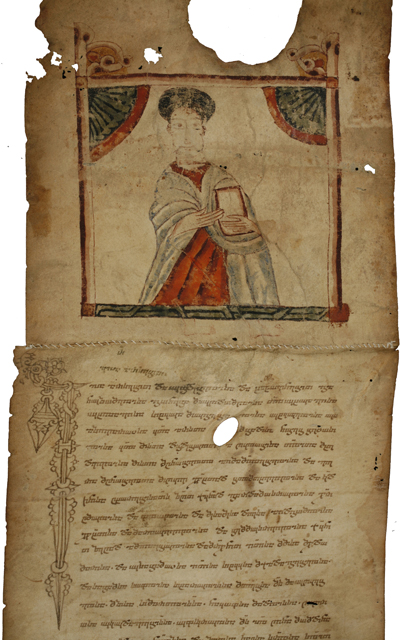
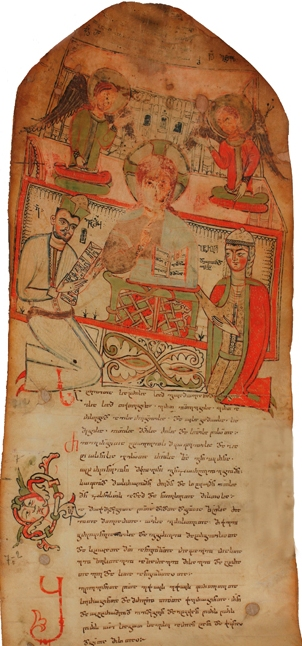
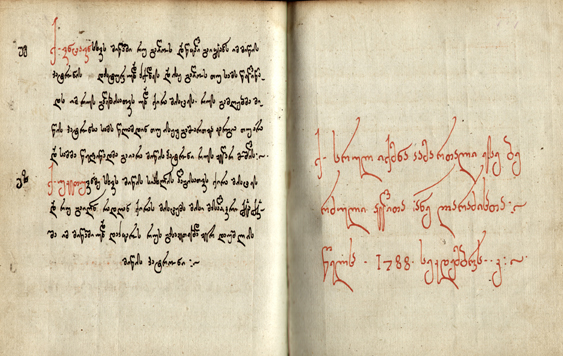
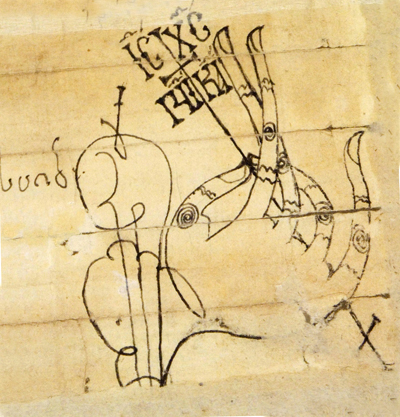
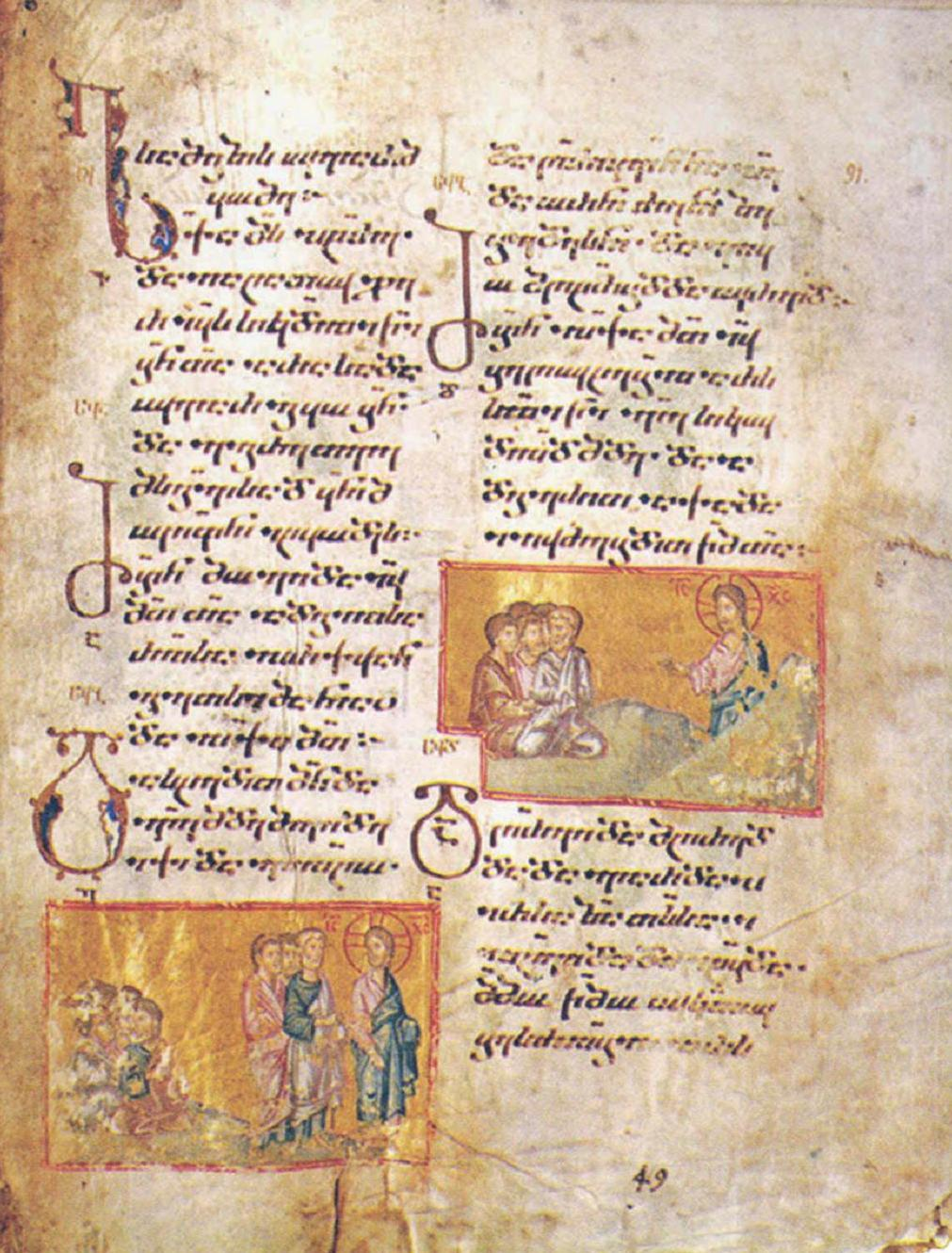
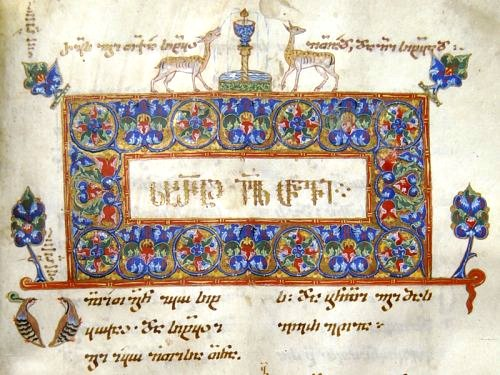
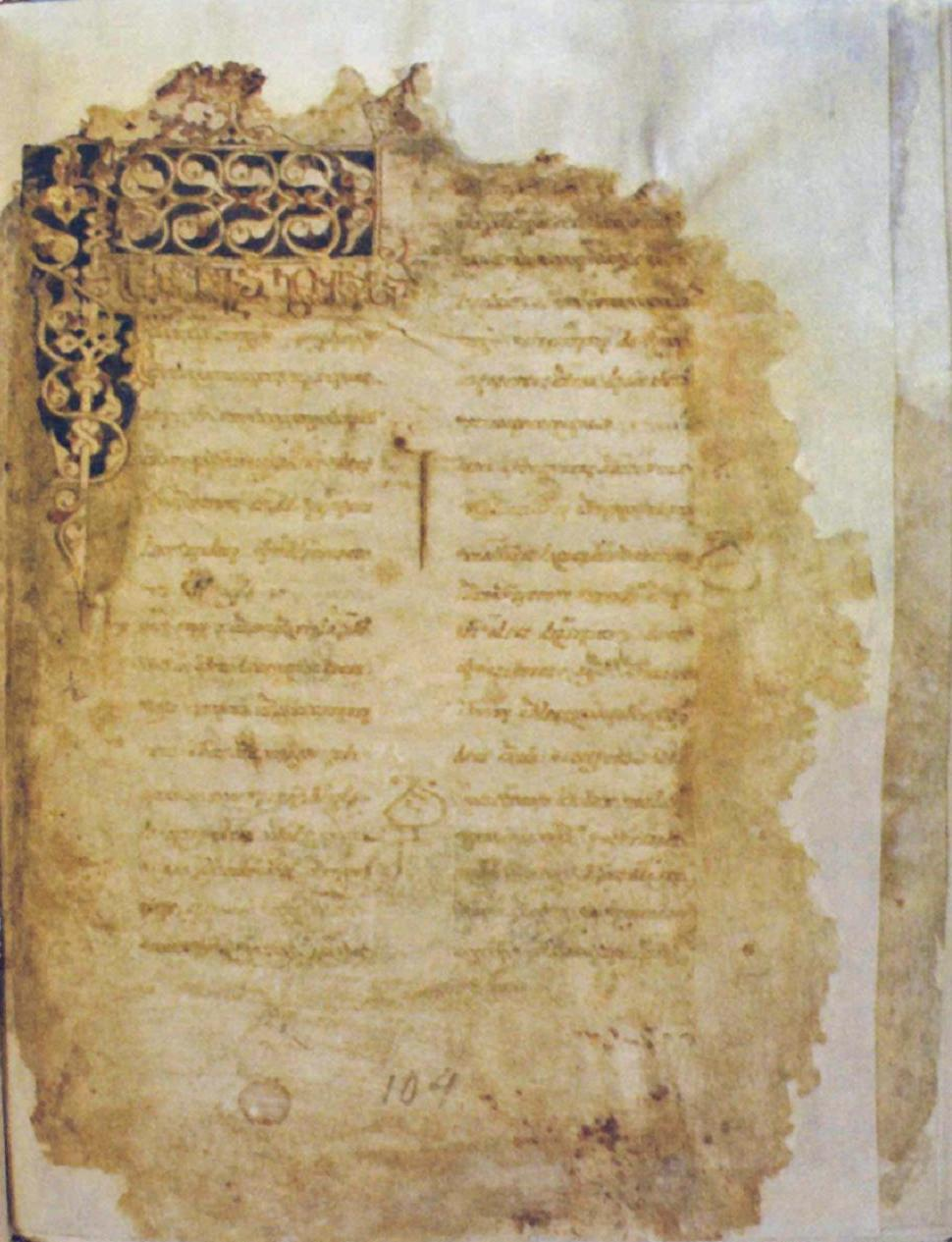
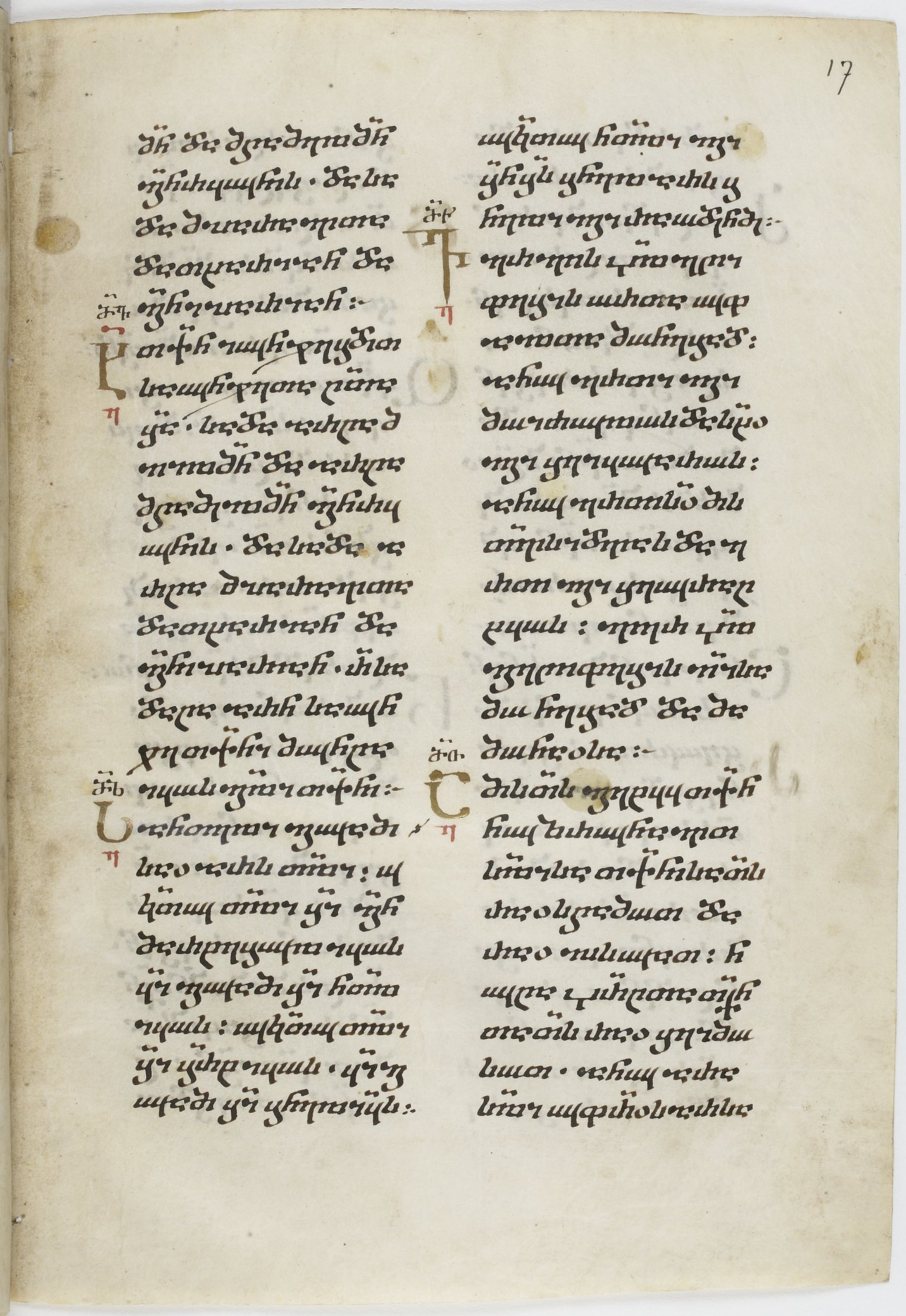
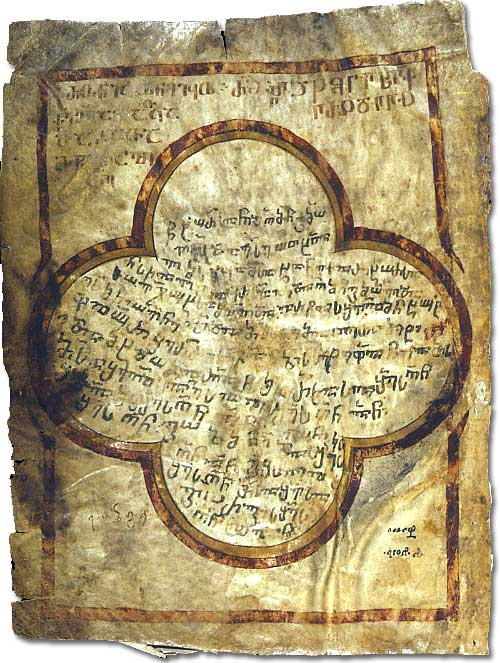
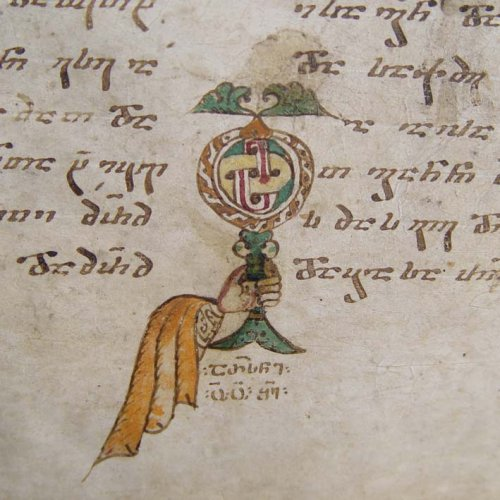
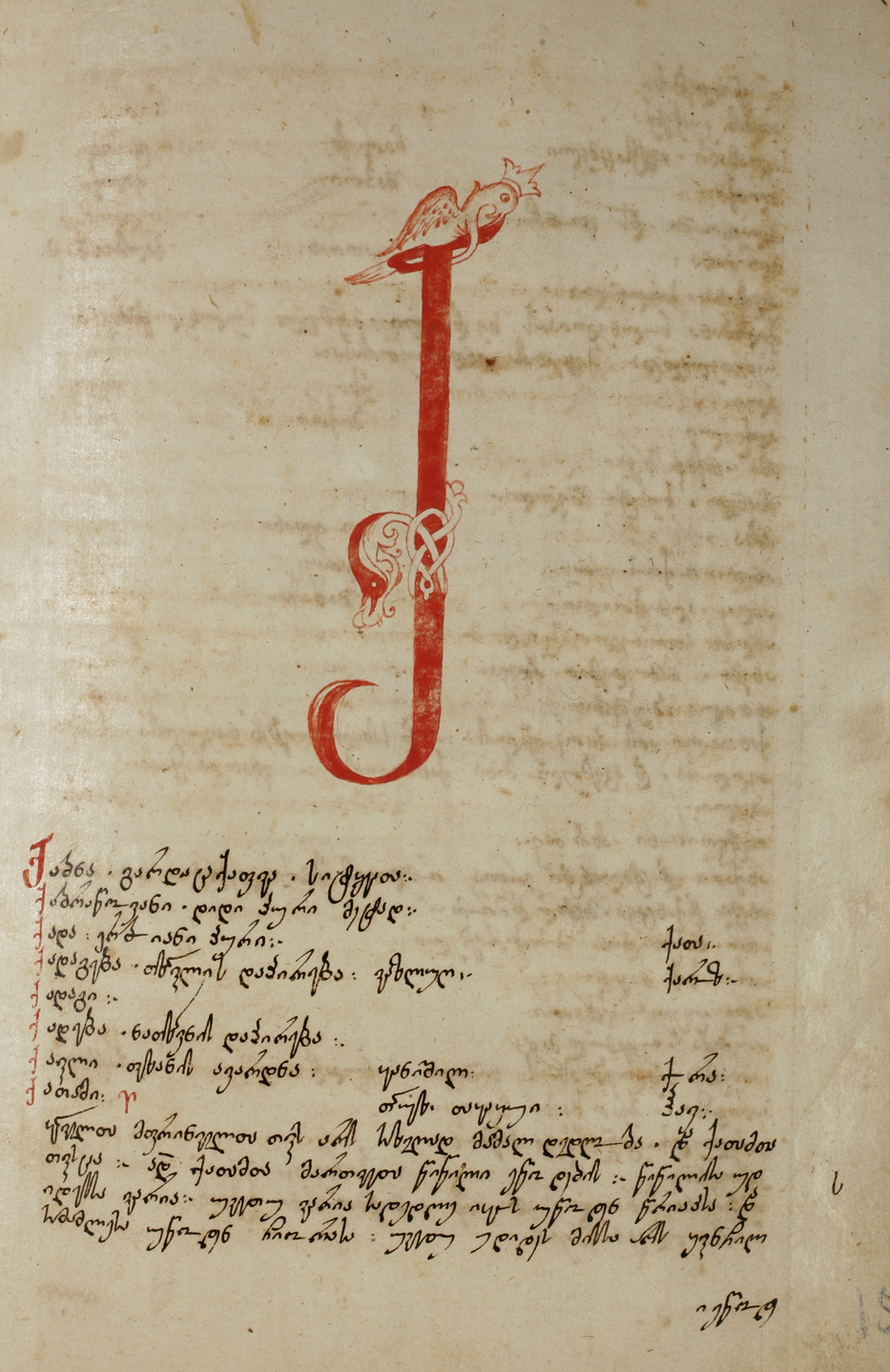
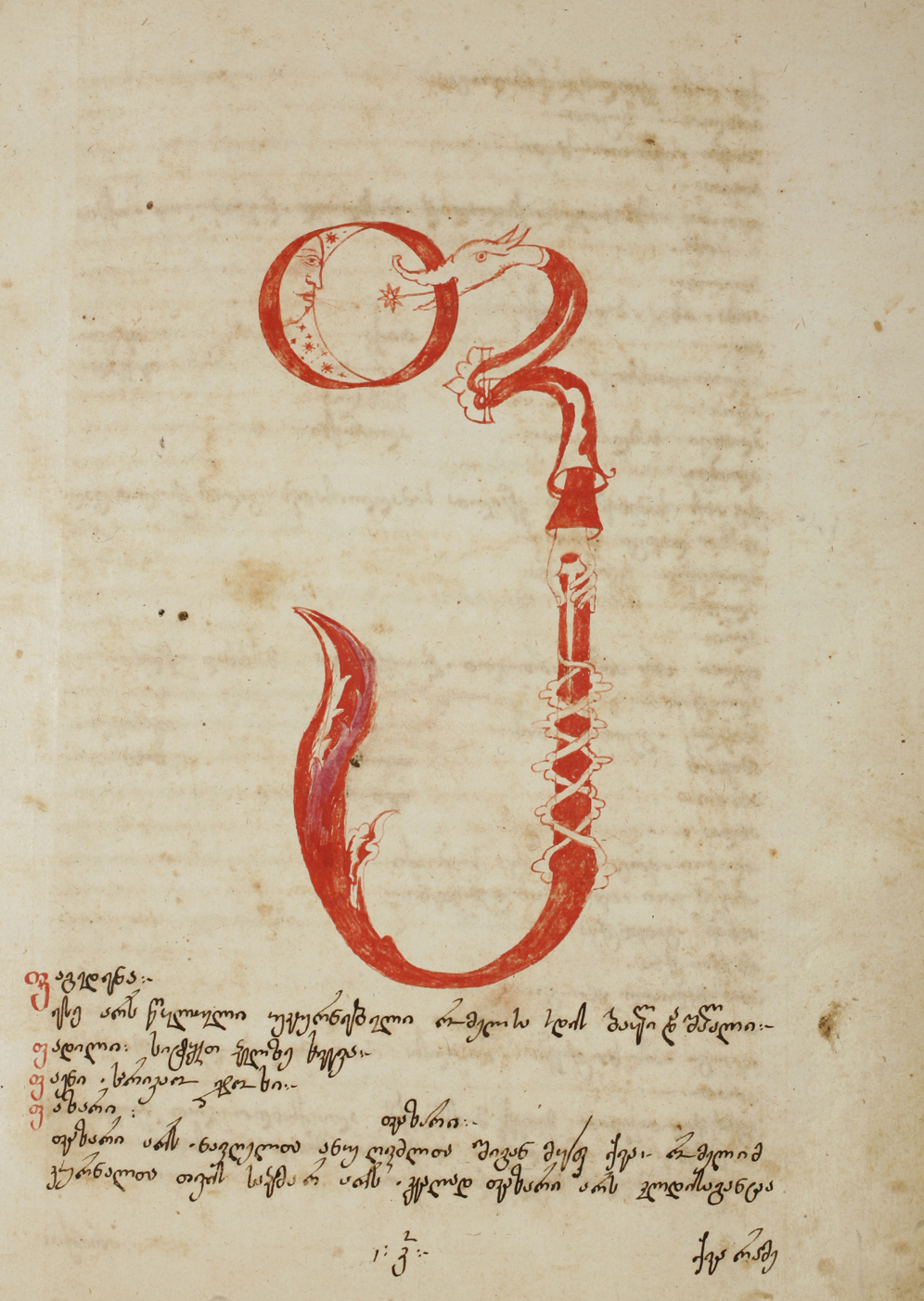
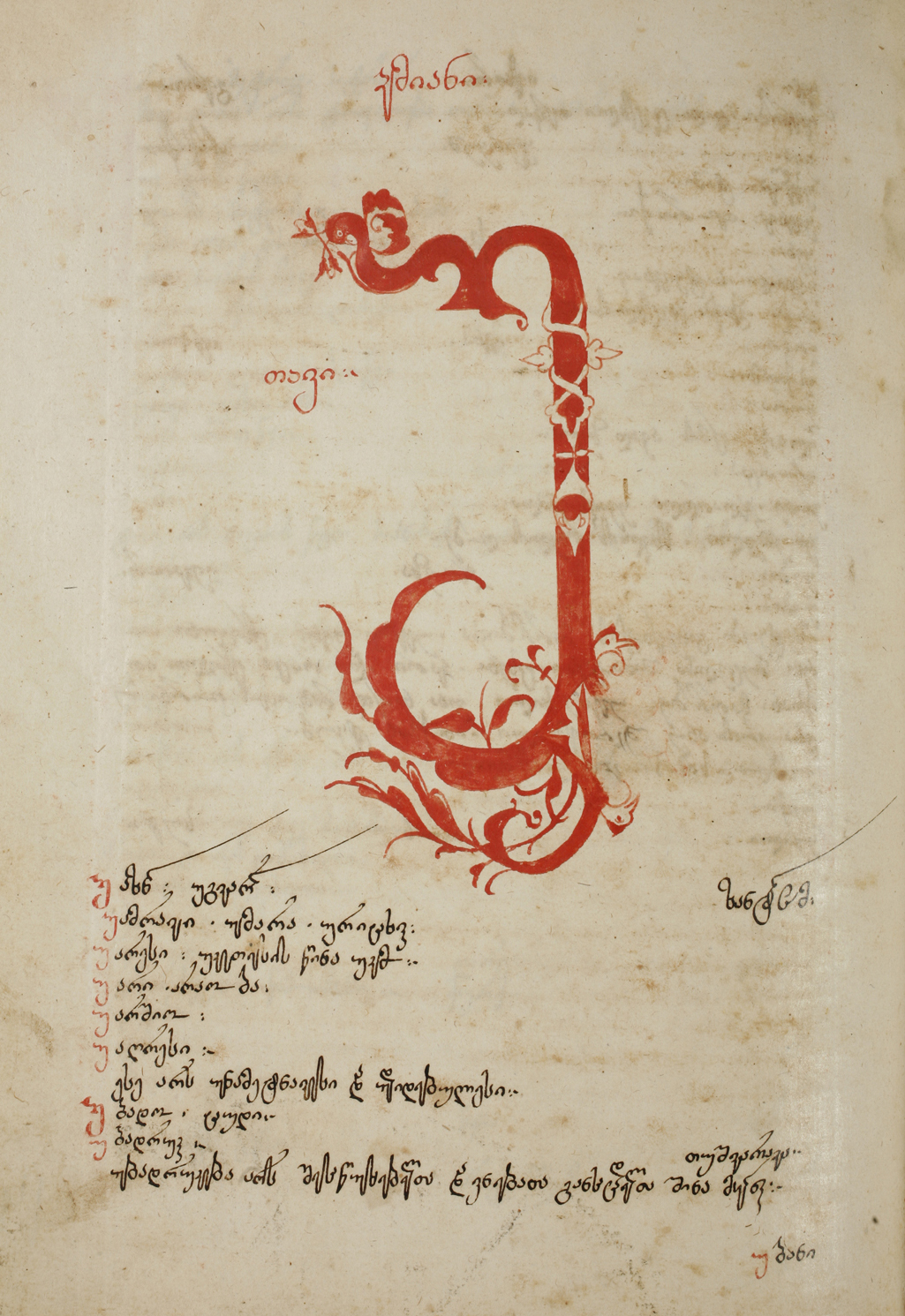
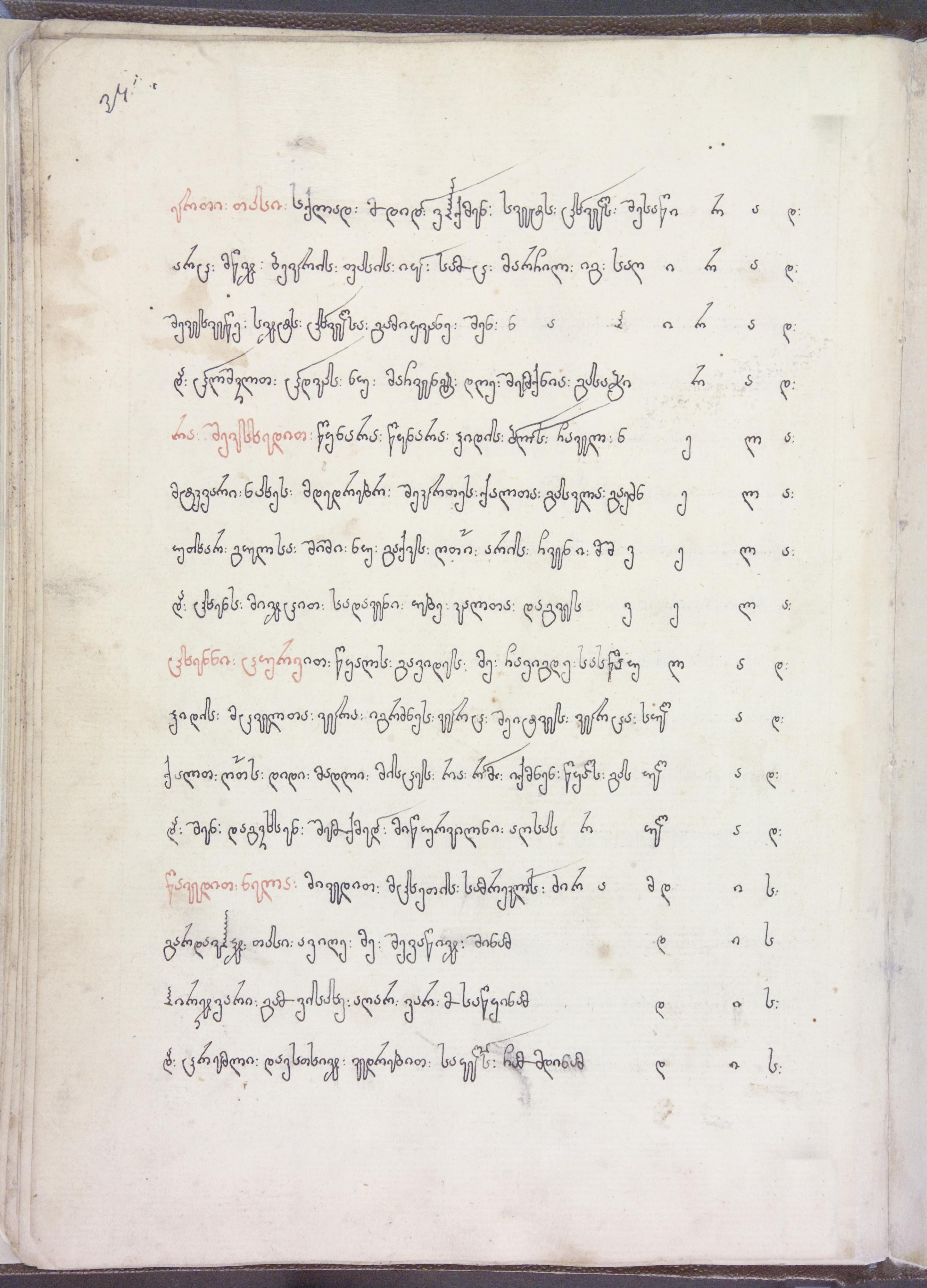
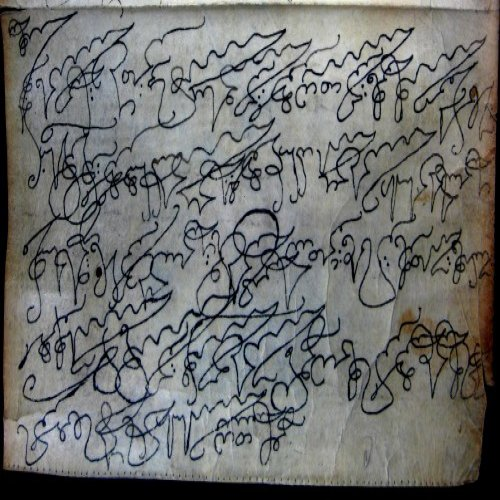
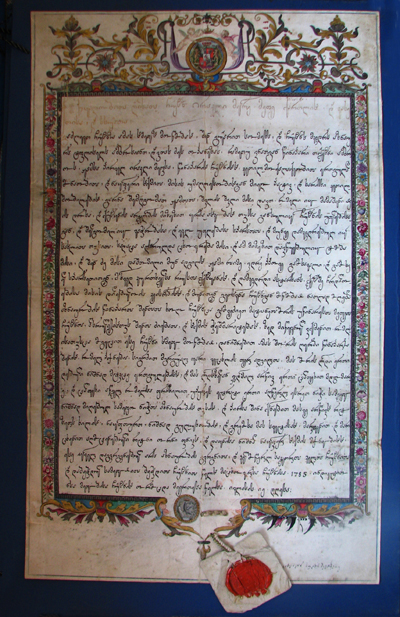
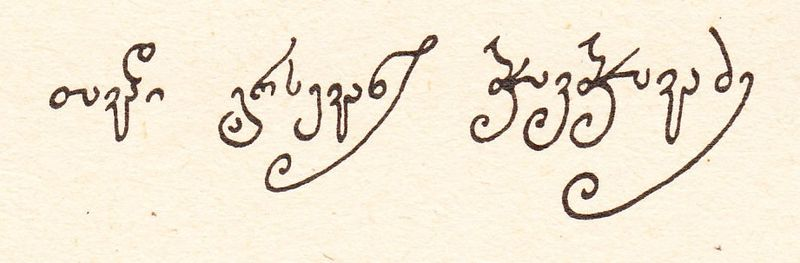